# Dan Fortmann
Daniel “Dan/Danny” John Fortmann (* 11. April 1916 in Pearl River, New York; † 23. Mai 1995 in Los Angeles, Kalifornien) war ein US-amerikanischer American-Football-Spieler und Chirurg. Er spielte sieben Jahre in der National Football League (NFL) für die Chicago Bears.

## Spielerlaufbahn

### College
Fortmann studierte an der Colgate University. Er spiele College Football bei den Colgate Raiders auf der Position eines Guards. Bereits in seinem ersten Studienjahr 1933 lief er als Starter auf. Bis zum Ende seines Studiums blieb er Stammspieler.

### Profi
Viele Mannschaften in der NFL hielten Fortmann für zu klein und zu leicht. Er wurde daher 1936 von den Chicago Bears erst in der neunten und letzten Runde an 78. Stelle der NFL Draft ausgewählt. Er erhielt ein Gehalt von 110 US-Dollar pro Spiel. Bereits in seinem ersten Jahr wurde er von seinem Trainer George Halas als Starter in der Offensive Line eingesetzt. Er entwickelte sich zu einem dominierenden Spieler in der Mannschaft aus Chicago. Zusammen mit dem späteren Mitglied in der Pro Football Hall of Fame Joe Stydahar, der als Tackle auflief, bildete er die linke Seite der Offensive Line der Bears. Beide trugen nicht unwesentlich zum Erfolg der Mannschaft bei. 1937 mussten sich die Bears den Washington Redskins im Liste der NFL-Meister mit 28:21 geschlagen gaben. 1940 konnten sich die Bears dann für diesen Misserfolg revanchieren. Sie schlugen die Redskins mit 73:0. 1941 holten sie erneut die Meisterschaft, wobei sie sich gegen die New York Giants mit 37:9 durchsetzten. Die dritte Meisterschaft feierte Fortmann 1943. Erneut wurden die Redskins besiegt – diesmal mit 41:21. Fortmann beendete 1943 seine Laufbahn. Er ist immer noch der jüngste Spieler, der jemals einen Vertrag bei den Bears unterzeichnet hat.

## Ehrungen
Fortmann ist Mitglied in der Pro Football Hall of Fame, in der College Football Hall of Fame und im NFL 1930s All-Decade Team. Er wurde achtmal zum All-Pro (1+2 Mannschaft) und in drei Pro Bowls gewählt.

## Abseits des Spielfelds
Fortmann leistete ab 1943 seinen Militärdienst bei der US Navy. Während seiner Zeit als Profispieler studierte er Medizin an der University of Chicago School of Medicine und ließ sich nach seiner Militärzeit in Los Angeles als Chirurg nieder. Von 1947 bis 1963 war er Mannschaftsarzt bei den Los Angeles Rams. Seine letzten Lebensjahre verbrachte er in einem Pflegeheim. Seine letzte Ruhestätte ist nicht bekannt.

## Quelle
- Jens Plassmann: NFL – American Football. Das Spiel, die Stars, die Stories (= Rororo 9445 rororo Sport). Rowohlt, Reinbek bei Hamburg 1995, ISBN 3-499-19445-7.